# Всеобщие выборы в Сенегале (1988)
Всеобщие выборы в Сенегале прошли 27 февраля 1988 года, на которых избирались президент и 120 депутатов Национального собрания. Лидер Социалистической партии президент Абду Диуф был переизбран президентом. На парламентских выборах Социалистическая партия получила 103 из 120 мест парламента. Явка составила 57,9% на парламентских и 58,8% на президентских выборах.

## Результаты

### Президентские выборы
| Кандидат                             | Партия                                     | Голоса    | %     |
| ------------------------------------ | ------------------------------------------ | --------- | ----- |
| Абду Диуф                            | Социалистическая партия Сенегала           | 828 301   | 73,20 |
| Абдулай Вад                          | Сенегальская демократическая партия        | 291 869   | 25,80 |
| Бабакар Нианг                        | Партия за освобождение народа              | 8 449     | 0,75  |
| Ландин Саване                        | Революционное движение за новую демократию | 2 849     | 0,25  |
| Недействительных/пустых бюллетеней   | Недействительных/пустых бюллетеней         | 4 033     | -     |
| Всего                                | Всего                                      | 1 135 501 | 100   |
| Источник: African Elections Database |                                            |           |       |

### Парламентские выборы
| Партия                                            | Голоса    | %     | Места | +/−   |
| ------------------------------------------------- | --------- | ----- | ----- | ----- |
| Социалистическая партия Сенегала                  | 794 559   | 71,34 | 103   | -8    |
| Сенегальская демократическая партия               | 275 552   | 24,74 | 17    | +8    |
| Национальное демократическое объединение          | 29 271    | 2,71  | 1     | новая |
| Демократическая лига/Движение за трудовую партию  | 15,664    | 1.41  | 0     | 0     |
| Партия за освобождение народа                     | 13 186    | 1,18  | 0     | новая |
| Независимость и трудовая партия                   | 9 304     | 0,84  | 0     | 0     |
| Сенегальская демократическая партия – Обновлённая | 5 481     | 0,49  | 0     | новая |
| Недействительных/пустых бюллетеней                | 4 500     | -     | -     | -     |
| Всего                                             | 1 118 246 | 100   | 120   | 0     |
| Источник: African Elections Database              |           |       |       |       |